# Format STEP
El format STEP (acrònim anglès de Standard for the Exchange of Product model data) és un tipus de codificació d'objectes 3D en format ASCII i de tipus obert (sense drets d'autor). Està especificat a l'estàndard ISO 10303-21 de l'organització ISO. El format STEP és un estàndard molt emprat al sector industrial per a definir els objectes 3D. Els arxius tenen una extensió .STEP o .STP.

## Història
Inicialment els formats digitals d'intercanvi de dades 3D entre ordinadors van ser definits localment : format SET a França, format VDAFS a Alemanya i IGES a EUA. Més endavant l'organització normativa ISO va desenvolupar un nou estàndard que va anomenar format STEP.
- Primera edició, ISO 10303-21:1994[4]
- Segons edició, ISO 10303-21: 2002 (soluciona errors de l'anterior)
- tercera edició, ISO 10303-21:2016 (afegeix funcionalitats)

## Parts de la norma ISO 10303
La norma ISO 10303 és la genèrica d'intercanvi de dades digitals en els processos de fabricació de productes mitjançant ordinadors. Llavors defineix una sèrie de parts on el format STEP és a la número 21 i els protocol d'aplicació (AP) són les parts 2xx :
- AP 201: Esbós explicit
- AP 202: Esbós associatiu
- AP 203: Disseny controlat per configuració
- AP 203e2: Disseny controlat per configuració (la segona edició afegeix capes, colors i toleràncies)
- AP 209: Anàlisi estructural metàl·lic i de compostos
- AP 210: Disseny d'embalatges i interconnexions en electrònica
- AP 214: Disseny Automotriu[8]
- AP 215: Acords navals
- AP 216: formes dels motllos de vaixells
- AP 218: Estructures navals
- AP 219: Intercanvi d'informació en inspecció dimensional
- AP 221: Dades i esquemes funcionals en pcosesos de planta
- AP 223: Parts de motllos
- AP 224: Planejat de procesos
- AP 225: Elements d'edificis
- AP 227: Configuració espacial de plantes
- AP 232: Embalat de dades tècniques
- AP 235: propietats d'enginyeria
- AP 236: Catàleg de mobles i disseny d'interiors
- AP 238: STEP amb CNC
- AP 239: Suport al cicle de vida del producte
- AP 240: Planejat de macro procesos
- AP 242: Enginyeria basada en models 3D